# Gift (2014年の映画)
『gift』（ギフト）は、2014年に公開された日本のロードムービー。
監督は宮岡太郎。主演は遠藤憲一と松井玲奈（当時SKE48・乃木坂46）。
多くのテレビドラマを制作するメディアミックス・ジャパンによる、「日本全国各都道府県の1つの地域にスポットを当てて映画を制作し、地域で公開する」というコンセプトの企画「Mシネマ」第1弾作品である。本作は「愛知県発」で、2014年6月に県内のコロナシネマワールドなど愛知限定で公開を開始した。宮岡太郎は本作で長編映画デビュー。松井玲奈は本作が映画初出演・初主演作品となる。

## キャスト
- 篠崎善三 - 遠藤憲一
- 山根沙織 - 松井玲奈
- 千葉一郎 - 柿澤勇人
- 山根高弘 - 石井貴就
- 池端ヒロシ - 佐伯新
- 池端郁代 - 西丸優子
- 定食屋の店員 - 水野勝
- 戸田直子 - 阿南敦子

## スタッフ
- 監督 - 宮岡太郎
- 脚本 - 中村由加里
- 音楽 - 仲西匡
- 製作 - 2014 M cinema
- 配給 - メディアミックス・ジャパン

## 関連商品
- Blu-ray（2014年10月22日発売、MMJ）